# 덕성 (기업)
덕성(Duksung)은 대한민국의 합성 피혁 기업이다. 본사는 경기도 수원시 영통구 신원로 25(신동)에 위치해 있다. 대표이사는 이봉근이다.
이봉근 대표와 김원일 사외이사가 한 장관과 서울대 동문이여서 한동훈 테마주로 여겨지고 있다

## 역사
1966년 국내 최초로 인조 피혁을 생산하기 시작하였다.

## 계열사
- 덕성피엔티

## 참고 문헌
1. ↑  이정기, 하나금융투자 2016년 1분기 탑픽 15選 #4 Equity Research 2016년 1월 8일
2. ↑  이봉근 덕성 대표이사 회장, 2024-03-26
3. ↑  또 테마주…덕성, '한동훈 동문' 대표이사 재선임 소식에 강세, 뉴스1, 2024.03.19
4. ↑  덕성 "초전도체 관련 없다"…테마주 편승 선긋기, 더벨, 2023-11-23